# آسیاب تنوره‌بلند (ایج)
آسیاب تنوره‌بلند (ایج) مربوط به دوران‌های تاریخی پس از اسلام است و در شهرستان استهبان، روستای ایج، منطقهٔ بندره واقع شده‌است. این اثر در تاریخ ۱۲ بهمن ۱۳۸۱ با شمارهٔ ثبت ۷۲۲۰ به‌عنوان یکی از آثار ملی ایران به ثبت رسیده‌است.